# Gran Premio motociclistico d'Olanda 1981
Il Gran Premio motociclistico d'Olanda fu l'ottavo appuntamento del motomondiale 1981; si è trattato della 51ª edizione del Gran Premio motociclistico d'Olanda, 33ª valida per il motomondiale dalla sua istituzione nel 1949.
Si svolse sabato 27 giugno 1981 sul circuito di Assen, e corsero tutte le classi, inclusi i sidecar. I vincitori furono Marco Lucchinelli in classe 500, Anton Mang in classe 350 e in classe 250, Ángel Nieto in classe 125 e Ricardo Tormo in classe 50. Tra le motocarrozzette trionfò l'equipaggio Alain Michel-Michael Burkhard.

## Classe 500

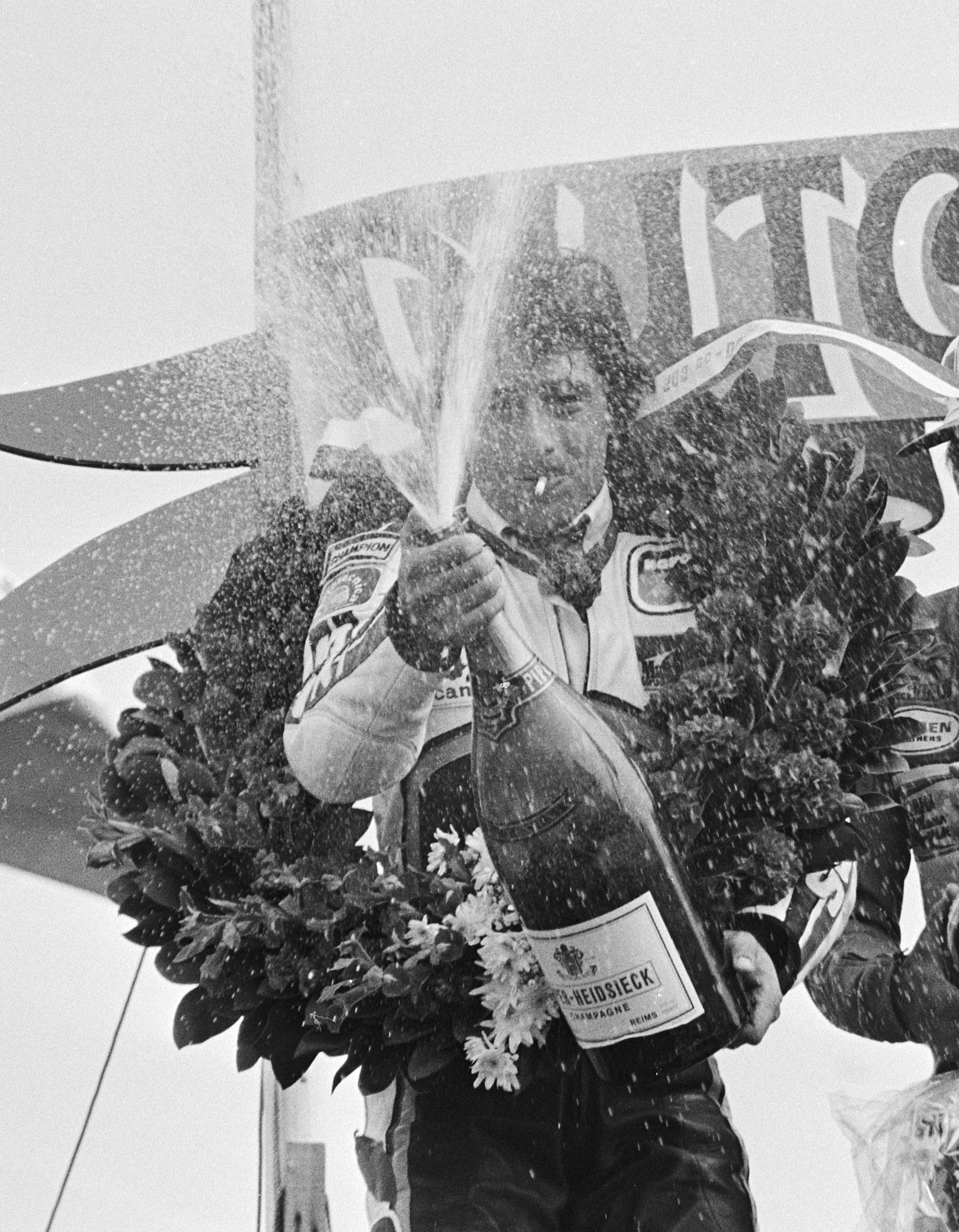
Marco Lucchinelli, poleman e vincitore della gara della mezzo litro, festeggia sul podio

Nella classe regina del mondiale si è imposto l'italiano Marco Lucchinelli su Suzuki, partito peraltro in pole position e giunto alla seconda vittoria stagionale, che ha preceduto l'olandese Boet van Dulmen su Yamaha e il sudafricano Kork Ballington su Kawasaki (è questo il miglior piazzamento nella storia per la Kawasaki in classe 500).
Con questo risultato, abbinato al fatto che tutti i suoi maggiori antagonisti non sono arrivati al traguardo, Lucchinelli raggiunge la vetta della classifica iridata, precedendo gli statunitensi Randy Mamola e Kenny Roberts.

### Arrivati al traguardo
| Pos. | Pilota            | Moto     | Tempo     | Griglia | Punti |
| ---- | ----------------- | -------- | --------- | ------- | ----- |
| 1    | Marco Lucchinelli | Suzuki   | 50'16.050 | 1       | 15    |
| 2    | Boet van Dulmen   | Yamaha   | +32.890   | 6       | 12    |
| 3    | Kork Ballington   | Kawasaki | +37.950   | 7       | 10    |
| 4    | Willem Zoet       | Suzuki   | +42.330   | 10      | 8     |
| 5    | Jack Middelburg   | Suzuki   | +1'14.620 | 9       | 7     |
| 6    | Dave Potter       | Yamaha   | +1'21.340 | 16      | 6     |
| 7    | Bernard Fau       | Suzuki   | +1'38.280 | 11      | 4     |
| 8    | Sergio Pellandini | Suzuki   | +1'41.620 | 12      | 3     |
| 9    | Guido Paci        | Yamaha   | +2'14.340 | 23      | 2     |
| 10   | Sadao Asami       | Yamaha   | +2'28.620 | 19      | 1     |
| 11   | Seppo Rossi       | Suzuki   | +2,31.490 | 18      |       |
| 12   | Dick Alblas       | Suzuki   | +2'36.790 | 29      |       |
| 13   | Marc Fontan       | Yamaha   | +2'37.430 | 13      |       |
| 14   | Greg Hansford     | Kawasaki | +2'37.890 | 28      |       |
| 15   | Philippe Coulon   | Suzuki   | +2'39.260 | 20      |       |
| 16   | Michel Frutschi   | Yamaha   | +1 giro   | 21      |       |
| 17   | Christian Sarron  | Yamaha   | +1 giro   | 22      |       |
| 18   | Steve Parrish     | Yamaha   | + 3 giri  | 25      |       |
| 19   | Stu Avant         | Suzuki   | + 4 giri  | 17      |       |
| 20   | Kimmo Kopra       | Suzuki   | + 4 giri  | 30      |       |

### Ritirati
| Pilota             | Moto       | Motivo | Griglia |
| ------------------ | ---------- | ------ | ------- |
| Kenny Roberts      | Yamaha     |        | 2       |
| Barry Sheene       | Yamaha     |        | 4       |
| Christian Estrosi  | Yamaha     |        | 27      |
| Dale Singleton     | Suzuki     |        | 26      |
| Randy Mamola       | Suzuki     |        | 3       |
| Franco Uncini      | Suzuki     |        | 8       |
| Giovanni Pelletier | Suzuki     |        | 24      |
| Graeme Crosby      | Suzuki     |        | 5       |
| Graziano Rossi     | Morbidelli |        | 14      |
| Takazumi Katayama  | Honda      |        | 15      |

### Non qualificati
| Pilota           | Moto      |
| ---------------- | --------- |
| Virginio Ferrari | Cagiva    |
| Josef Hage       | Yamaha    |
| Rob Punt         | Suzuki    |
| Keith Huewen     | Suzuki    |
| Franck Gross     | Suzuki    |
| Carlo Perugini   | Sanvenero |

## Classe 350
In 350 ennesima vittoria per il pilota tedesco Anton Mang, al terzo successo stagionale accompagnato anche da pole position e giro più veloce, che ha preceduto il venezuelano Carlos Lavado e il suo compagno di squadra nella Kawasaki, il francese Jean-François Baldé.
In classifica generale il pilota tedesco precede il pilota sudafricano Jon Ekerold di 21 punti.

### Arrivati al traguardo
| Pos. | Pilota              | Moto      | Tempo    | Griglia | Punti |
| ---- | ------------------- | --------- | -------- | ------- | ----- |
| 1    | Anton Mang          | Kawasaki  | 47'48.85 |         | 15    |
| 2    | Carlos Lavado       | Yamaha    | 48'04.70 |         | 12    |
| 3    | Jean-François Baldé | Kawasaki  | 48'13.25 |         | 10    |
| 4    | Patrick Fernandez   | Yamaha    | 48'14.23 |         | 8     |
| 5    | Graeme McGregor     | Yamaha    | 48'25.09 |         | 6     |
| 6    | Mar Schouten        | Yamaha    | 49'03.34 |         | 5     |
| 7    | Keith Huewen        | Yamaha    | 49'18.23 |         | 4     |
| 8    | Peter Looijesteijn  | Yamaha    | 49'18.09 |         | 3     |
| 9    | Martin Wimmer       | Yamaha    | 49'18.36 |         | 2     |
| 10   | Bengt Elgh          | Yamaha    | 49'49.16 |         | 1     |
| 11   | Tony Head           | Yamaha    | 50'06.32 |         |       |
| 12   | Walter Hoffmann     | Yamaha    | 50'16.38 |         |       |
| 13   | Clive Horton        | Armstrong | 50'16.59 |         |       |
| 14   | René Delaby         | Yamaha    | 50'17.35 |         |       |
| 15   | Eero Hyvärinen      | Yamaha    | 50'23.58 |         |       |
| 16   | Roger Sibille       | Yamaha    | 50'36.17 |         |       |
| 17   | Rinus van Kasteren  | Yamaha    | 50'47.36 |         |       |
| 18   | Mladen Tomic        | Yamaha    | 1 giro   |         |       |
| 19   | Edwin Weibel        | Yamaha    |          |         |       |

### Ritirati
| Pilota             | Moto          | Motivo | Griglia |
| ------------------ | ------------- | ------ | ------- |
| Jeffrey Sayle      | Yamaha        |        |         |
| Bruno Kneubühler   | Yamaha        |        |         |
| Sigfried Minich    | Yamaha        |        |         |
| Reino Eskelinen    | Yamaha        |        |         |
| Sauro Pazzaglia    | Yamaha        |        |         |
| Alan North         | Yamaha        |        |         |
| Massimo Matteoni   | Bimota-Yamaha |        |         |
| Thierry Espié      | Yamaha        |        |         |
| Jacques Bolle      | Yamaha        |        |         |
| Richard Schlachter | Yamaha        |        |         |
| Mick Grant         | Yamaha        |        |         |

## Classe 250
Nella quarto di litro si sono piazzati ai primi due posti in classifica gli stessi piloti della classe 350, il tedesco Anton Mang e il venezuelano Carlos Lavado; al terzo posto il francese Patrick Fernandez.
Essendo per Mang già il quarto successo stagionale, nella classifica generale precede ormai di 23 punti il suo compagno di squadra Jean-François Baldé che proprio in questa occasione aveva ottenuto la pole position ma non è arrivato al traguardo.

### Arrivati al traguardo
| Pos. | Pilota                 | Moto      | Tempo    | Griglia | Punti |
| ---- | ---------------------- | --------- | -------- | ------- | ----- |
| 1    | Anton Mang             | Kawasaki  | 45'37.13 |         | 15    |
| 2    | Carlos Lavado          | Yamaha    | 45'37.34 |         | 12    |
| 3    | Patrick Fernandez      | Yamaha    | 46'07.37 |         | 10    |
| 4    | Roland Freymond        | Yamaha    | 46'07.43 |         | 8     |
| 5    | Jeffrey Sayle          | Armstrong | 46'08.08 |         | 6     |
| 6    | Jean-François Baldé    | Yamaha    | 46'08.29 |         | 5     |
| 7    | Jean-Louis Guignabodet | Kawasaki  | 46'32.15 |         | 4     |
| 8    | Martin Wimmer          | Yamaha    | 46'34.44 |         | 3     |
| 9    | Richard Schlachter     | Yamaha    | 46'35.21 |         | 2     |
| 10   | Didier de Radiguès     | Yamaha    | 46'43.03 |         | 1     |
| 11   | Graeme McGregor        | Yamaha    | 46'49.14 |         |       |
| 12   | Ángel Nieto            | Siroko    | 46'51.59 |         |       |
| 13   | Maurizio Massimiani    | Ad majora | 46'53.20 |         |       |
| 14   | Bruno Kneubühler       | Rotax     | 46'57.26 |         |       |
| 15   | Mar Schouten           | MBA       | 47'09.01 |         |       |
| 16   | Franco Marchegiani     | Yamaha    | 47'09.23 |         |       |
| 17   | August Auinger         | Rotax     | 47'15.19 |         |       |
| 18   | Christian Estrosi      | Yamaha    | 47'25.20 |         |       |
| 19   | Paolo Ferretti         | Yamaha    | 47'34.24 |         |       |
| 20   | Rinus van Kasteren     | Yamaha    | 47'34.58 |         |       |
| 21   | Clive Horton           | Cotton    | 1 giro   |         |       |

### Ritirati
| Pilota             | Moto              | Motivo | Griglia |
| ------------------ | ----------------- | ------ | ------- |
| Hervé Guilleux     | Siroko-Rotax      |        |         |
| Jean-Marc Toffolo  | Armstrong-Rotax   |        |         |
| Klaas Hernamdt     | Yamaha            |        |         |
| Peter Looijesteijn | Yamaha            |        |         |
| Herbert Hauf       | Yamaha            |        |         |
| Siegfried Minich   | Bartol-Yamaha     |        |         |
| Thierry Espié      | Chevallier-Yamaha |        |         |
| Sauro Pazzaglia    | Yamaha            |        |         |
| Hans Müller        | Yamaha            |        |         |

## Classe 125
Nell'ottavo di litro prosegue il dominio del pilota spagnolo Ángel Nieto, giunto ormai alla sesta vittoria su otto prove disputate, che ha preceduto di pochi centesimi di secondo il compagno di squadra nella Minarelli, l'italiano Loris Reggiani e l'altro italiano Pier Paolo Bianchi.
Gli stessi tre piloti sono anche nelle prime tre posizioni della classifica mondiale, con Nieto che precede Reggiani di 24 punti e Bianchi di 40 punti.

### Arrivati al traguardo
| Pos. | Pilota              | Moto      | Tempo    | Griglia | Punti |
| ---- | ------------------- | --------- | -------- | ------- | ----- |
| 1    | Ángel Nieto         | Minarelli | 44'59.04 |         | 15    |
| 2    | Loris Reggiani      | Minarelli | 44'59.56 |         | 12    |
| 3    | Pier Paolo Bianchi  | MBA       | 45'01.07 |         | 10    |
| 4    | Hans Müller         | MBA       | 45'01.45 |         | 8     |
| 5    | Ivan Palazzese      | MBA       | 45'47.73 |         | 7     |
| 6    | Maurizio Vitali     | MBA       | 45'56.13 |         | 6     |
| 7    | August Auinger      | MBA       | 45'58.65 |         | 4     |
| 8    | Ricardo Tormo       | Sanvenero | 46'06.94 |         | 3     |
| 9    | Jean-Claude Selini  | MBA       | 46'22.47 |         | 2     |
| 10   | Guy Bertin          | Sanvenero | 46'26.38 |         | 1     |
| 11   | Per-Edvard Carlsson | MBA       | 46'53.26 |         |       |
| 12   | Erich Klein         | MBA       | 46'53.14 |         |       |
| 13   | Johnny Wickström    | MBA       | 46'54.15 |         |       |
| 14   | Henk van Kessel     | EGA       | 46'57.32 |         |       |
| 15   | Willy Pérez         | MBA       | 47'07.25 |         |       |
| 16   | Anton Straver       | MBA       | 47'11.43 |         |       |
| 17   | Jan Eggens          | EGA       | 47'12.30 |         |       |
| 18   | Jan Huberts         | Sanvenero | 47'13.35 |         |       |
| 19   | Boy van Erp         | MBA       | 47'13.47 |         |       |
| 20   | Joe Genoud          | MBA       | 47'25.35 |         |       |
| 21   | Peter van Niel      | MBA       | 48'04.13 |         |       |
| 22   | Peter Balaz         | MBA       | 48'17.39 |         |       |
| 23   | Lucio Pietroniro    | MBA       | 1 giro   |         |       |

### Ritirati
| Pilota         | Moto       | Motivo | Griglia |
| -------------- | ---------- | ------ | ------- |
| János Drapál   | MBA        |        |         |
| Jacques Bolle  | Motobécane |        |         |
| Gerhard Waibel | MBA        |        |         |
| Yves Dupont    | MBA        |        |         |

## Classe 50
Nella classe di minor cilindrata del mondiale si è imposto lo spagnolo Ricardo Tormo, al quarto successo consecutivo in cinque prove. La vittoria, unita al fatto che il suo maggior avversario, lo svizzero Stefan Dörflinger partito dalla pole position e autore del giro più veloce, è incappato in una caduta poco prima della conclusione della gara in cui ha subito varie fratture che lo terranno lontano dalle gare per un certo periodo, fanno sì che il titolo iridato della categoria sia praticamente già assegnato.
Sul podio sono giunti anche l'olandese Henk van Kessel e lo svizzero Rolf Blatter.

### Arrivati al traguardo
| Pos. | Pilota              | Moto     | Tempo    | Griglia | Punti |
| ---- | ------------------- | -------- | -------- | ------- | ----- |
| 1    | Ricardo Tormo       | Bultaco  | 31'54.35 |         | 15    |
| 2    | Henk van Kessel     | Kreidler | 32'56.04 |         | 12    |
| 3    | Rolf Blatter        | Kreidler | 33'03.13 |         | 10    |
| 4    | Theo Timmer         | Bultaco  | 33'06.21 |         | 8     |
| 5    | Hagen Klein         | Kreidler | 33'44.00 |         | 6     |
| 6    | Hans-Jürgen Hummel  | Sachs    | 33'45.38 |         | 5     |
| 7    | Ingo Emmerich       | Kreidler | 34'04.03 |         | 4     |
| 8    | Jos van Dongen      | Kreidler | 34'25.35 |         | 3     |
| 9    | Joaquin Gali        | Bultaco  | 34'26.28 |         | 2     |
| 10   | Rainer Scheidhauer  | Kreidler | 34'27.39 |         | 1     |
| 11   | Floor Maasland      | FMT      | 34'37.27 |         |       |
| 12   | Gerhard Bauer       | Kreidler | 34'37.19 |         |       |
| 13   | Yves Le Toumelin    | TYL      | 34'55.33 |         |       |
| 14   | Gerhard Singer      | Kreidler | 35'09.29 |         |       |
| 15   | Ramon Gali          | Kreidler | 35'13.14 |         |       |
| 16   | Otto Machinek       | Kreidler | 35'22.49 |         |       |
| 17   | George Looijesteijn | Kreidler | 35'30.08 |         |       |
| 18   | Bertus Grinwis      | PCR      | 1 giro   |         |       |
| 19   | Jan Welvaarts       | Kreidler |          |         |       |
| 20   | Reiner Koster       | Kreidler |          |         |       |
| 21   | Paul Rimmelzwaan    | Kreidler |          |         |       |

### Ritirati
| Pilota             | Moto     | Motivo | Griglia |
| ------------------ | -------- | ------ | ------- |
| Stefan Dörflinger  | Kreidler |        |         |
| Rainer Kunz        | Kreidler |        |         |
| Yves Dupont        | ABF      |        |         |
| Joe Genoud         | Kreidler |        |         |
| Kasimir Rapczinski | Kreidler |        |         |
| Günter Schirnhofer | Kreidler |        |         |
| Zdravko Matulja    | Kreidler |        |         |

## Classe sidecar
Pole position: Jock Taylor-Benga Johansson (Fowler-Yamaha). Giro veloce: Alain Michel-Michael Burkhard (Seymaz-Yamaha), in 3'00"10.
Ad Assen si assiste ad una vittoria di Michel e Burkhard, che precedono al traguardo l'equipaggio Taylor-Johansson; giungono sul podio anche Rolf Biland e Kurt Waltisperg, malgrado la loro gara sia condizionata da un'imprevista sosta ai box. Il Gran Premio è caratterizzato anche dagli spettacolari incidenti di Werner Schwärzel-Andreas Huber e di Egbert Streuer-Bernard Schnieders, peraltro entrambi in buona posizione al momento del ritiro.
In classifica Michel ha ora 9 punti di vantaggio su Taylor e 10 su Biland.

### Arrivati al traguardo (posizioni a punti)[6]
| Pos | Pilota         | Passeggero         | Moto          | Tempo    | Punti |
| --- | -------------- | ------------------ | ------------- | -------- | ----- |
| 1   | Alain Michel   | Michael Burkhard   | Seymaz-Yamaha | 42'48"52 | 15    |
| 2   | Jock Taylor    | Benga Johansson    | Fowler-Yamaha | 43'07"41 | 12    |
| 3   | Rolf Biland    | Kurt Waltisperg    | LCR-Yamaha    | 44'00    | 10    |
| 4   | Masato Kumano  | Kunio Takeshima    | LCR-Yamaha    | 44'52"24 | 8     |
| 5   | Mick Boddice   | Chas Birks         | ?-Yamaha      | 44'52"50 | 6     |
| 6   | Trevor Ireson  | Clive Pollington   | ?-Yamaha      | 45'07"42 | 5     |
| 7   | Jesco Höckert  | Thomas Riedel      | Busch-Yamaha  |          | 4     |
| 8   | Gérald Corbaz  | Yvan Hunziker      | ?-Yamaha      |          | 3     |
| 9   | Piet Huybers   | Karl-Heinz Bucholz | ?-Yamaha      |          | 2     |
| 10  | Jo van der Ven | Tonny Troeyen      | ?-Yamaha      |          | 1     |